# 吐列毛杜农场
吐列毛杜农场，是中国内蒙古自治区兴安盟科尔沁右翼中旗下辖的一个类似乡级单位。

## 行政区划
吐列毛杜农场共辖以下地区：
一队、二队、三队、四队、五队、六队。